# Oktiàbrskaia (Belorétxensk)
|  | Per a altres significats, vegeu «Oktiàbrskaia». |

Oktiàbrskaia - Октябрьская (rus) - és una stanitsa del raion de Belorétxensk, al krai de Krasnodar, a Rússia. És a 1 km a l'oest del riu Pxix, a 22 km al sud-est i Krasnodar a 50 km al nord-oest.